# 697-й транспортный авиационный полк
697-й транспортный авиационный полк, он же до 26 марта 1942 года 697-й ночной бомбардировочный авиационный полк— воинская часть вооружённых СССР в Великой Отечественной войне.

## История
Формировался как 697-й ночной бомбардировочный авиационный полк в Ижевске с ноября 1941 года, имел на вооружении самолёты У-2. 5 декабря 1941 года полк, имея 21 самолёт У-2 вылетел в Монино.
В составе действующей армии с 30 января 1942 по 16 апреля 1942 года.
30 января 1942 года прибыл в распоряжение Волховского фронта, передан во 2-ю ударную армию, базировался в Малой Вишере. Участвует в Любанской операции, действует в районе Новгорода, Спасской Полисти, Мясного Бора, Киришей, Шимска, ведёт ночные бомбардировки, включая разлив зажигательной смеси, доставляет в окружённую 2-ю ударную армию боеприпасы, продукты, медикаменты, обратно вывозит раненых.
С 26 марта 1942 года перешёл на выполнение специальных заданий штаба партизанского движения Ленинградской области и переименован в транспортный полк.
16 апреля 1942 года полк был переименован в 844-й отдельный транспортный авиационный полк.

## Подчинение
| Дата            | Фронт (округ)    | Армия             | Корпус | Дивизия | Примечания |
| --------------- | ---------------- | ----------------- | ------ | ------- | ---------- |
| 01.02.1942 года | Волховский фронт | 2-я ударная армия | -      | -       | -          |
| 01.03.1942 года | Волховский фронт | 2-я ударная армия | -      | -       | -          |
| 01.04.1942 года | Волховский фронт | 2-я ударная армия | -      | -       | -          |

## Командиры
- майор Лужкин Сергей Никанорович